# Готська і Кафська митрополія
Готська і Кафська митрополія (Готфська і Кафайська митрополія) — православна митрополія, що була створена 1678 року у Криму та була складовою частиною Константинопольського Патріархату.

## Християнство в Криму

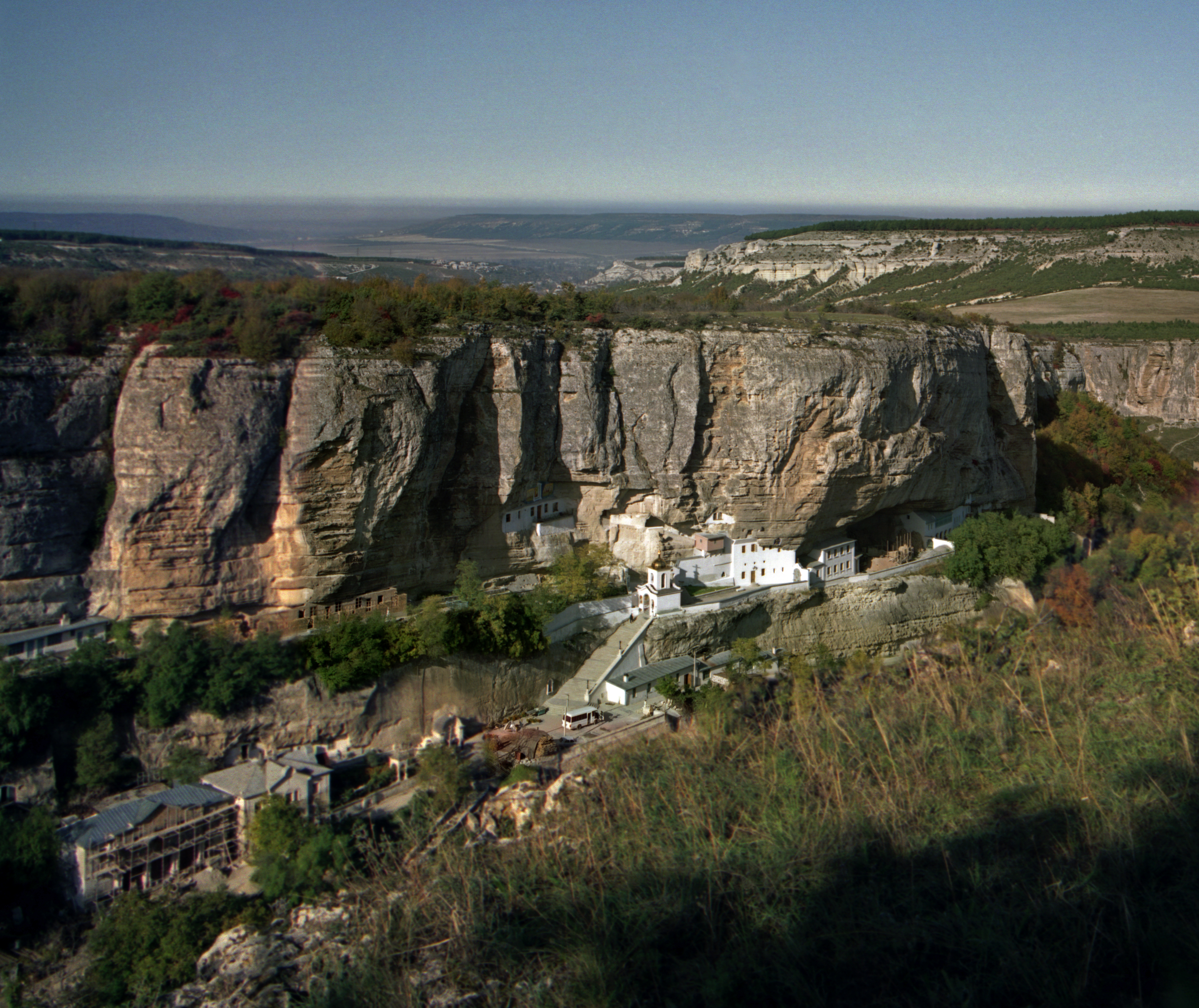
Успенський скит — резиденція Готських і Кафських митрополитів.

Християнство на території Криму прийшло ще за апостольських часів. Перекази твердять, що апостол Андрій Первозваний проповідував на північному узбережжі Руського (Чорного) моря для народів Скіфії. Крім того, апостол Павло проповідував на землях Македонії, Греції, Болгарії, а звідти християнство поширювалось на українські землі.
У другому столітті від Р. Х. римляни зіслали до Криму Папу Римського Климента, і він знайшов у Херсонесі численну християнську громаду. Християнство розвивалось й в Боспорській державі. На Нікейському соборі (325 р.) був присутній єпископ Теофіл з Боспору. 381 року на Константинопольському соборі брав участь готський єпископ Ульфіля, який переклав Св. Письмо готською мовою. В той час Готська держава займала терени Північного Причорномор'я.
У ІІІ столітті відомі Скіфська, Херсонеська (Корсунська), Боспорська, Фульська, Сугдейська (Сурожська) єпархії. В кінці III ст. в Криму виникла самостійна Готська (Готфська) єпархія. У VIII ст. Візантія заснувала в Криму Готську митрополію, підпорядковану Константинопольському патріарху, з центром у Феодоро. Єпископа Уніла для митрополії посвятив сам Іван Золотоустий. На початку IV ст. у лісостеповій зоні розселення слов'ян існувала Скіфська Православна єпархія, глава якої був учасником Першого Вселенського собору.
В VIII—IX століттях християнство починає активно ширитись на давньоруській території. Коли в 860-х роках проповідники Кирило та Мефодій прийшли до Корсуня (Херсонесу) там вони знайшли Євангеліє і Псалтир, написані «руськими буквами», і християн, Що розмовляли «по-руськи» (давньоруською мовою).
Східний літописець Ібн-Хордадбег у другій половині ІХ століття оповідає про руських купців, що були християнами. Патріарх Фотій вислав на Русь єпископів. Єпископська кафедра, підпорядкована напряму Константинополю, існувала у Тмуторокані з VIII століття.
В Житії Івана Готського розповідається про життя цього єпископа та Готського єпископства в Тавриці. Близько 780 року Іван Готський очолив повстання мешканців фортеці Дорос (головного міста єпархії) проти хазарів, що загарбали Крим.

## Історія митрополії
Вже в кінці III ст. в Криму виникла самостійна Готська (Готфська) єпархія. У III столітті відомі Скіфська, Херсонеська (Корсунська), Боспорська, Фульська, Сугдейська (Сурожська) єпархії. На початку IV ст. у лісостеповій зоні розселення східних слов'ян існувала Скіфська Православна єпархія, глава якої був учасником Першого Вселенського собору.
Відомо про існування готського єпископа Уніли на рубежі IV—V ст. Єпископа Уніла для митрополії посвятив сам Іван Золотоустий.
У VIII ст. Візантія заснувала в Криму Готську митрополію, підпорядковану Константинопольському патріарху, з центром у Фео-Доросі. В цю митрополію входили єпархії, що знаходились на території Хазарського каганату. Згодом, коли напруга між каганатом й Візантією зросла, хозари почали більш агресивно ставитись до християн.
В одному з реєстрів єпархій Константинопольського престолу, датованого VIII ст., згадується Фульська єпархія (в Криму). В цьому ж реєстрі описується Готськая єпархія в ранзі митрополії з кафедрою в місті Дорос та сімома підпорядкованими їй єпископствами: Ходзіров (сусідствувала з Фульською), Астильська (Ітіль, Поволжя), Хвалиська, Оногурів, Ретегська, Гунів та Тіматархська (Тмутороканська).
Після приходу в Крим татар місцеве православне населення стало почувати себе більш вільно, Готська митрополія розвивалась, але продовжувала існувати в межах Кримського півострова. Проте, паралельно в Криму діяли й інші єписпопії. В XII ст. Фульська єпархія була прилучена до Сугдейської єпархії.
1475 року — після завоювання Криму османами більшість православних єпархій на півострові були об'єднанні в єдину Готську митрополію Константинопольського патріархату. Центр митрополії в той час знаходився монастирі Панагії (Свято-Успенський монастир) під Бахчисараєм. До неї також було приєднано Херсонеську єпархію.
У XVII ст. до Готської митрополії приєднано Кафську єпархію і митрополія отримала назву Готсько-Кафська аж поки не була ліквідована російським урядом 1788 року.
У 1678 року до Готської митрополії приєднано Кафська митрополія і була утворена Готська і Кафська митрополія, яка перебувала у складі Константинопольського патріархату.
1774 року кримські греки, бажаючи позбутися від утисків кримських татар й османів, звернулися до уряду Російської імперії з проханням про допомогу. Лідером православних Криму в той час був 24-й митрополит Готфський та Кафайський Ігнатій (Гозадино).
23 квітня 1778 року, у день Святого Великодня, після літургії в Успенській церкві (нині — церква Бахчисарайського скиту), митрополит Ігнатій оголосив своїй пастві про переселення на нові землі і почав вести підготовку до цієї події. Восени 1778 року 31 098 православних греків Криму переселилися до Азовської губернії.
21 травня 1779 року Катерина II видала грамоту, що визначала положення греків у Російській імперії. Указом Святішого Синоду РПЦ від 14 березня 1779 року митрополит Ігнатій був прилічений до собору російських архієреїв, зі збереженням йому древнього титулу Готфский і Кафайский, йому також надавалося право довічного керування єпархією в складі всіх греків і користатися у своїй єпархії всіма канонічними правами Правлячого архієрея.
В офіційному реєстрі російських архієреїв митрополит Ігнатій займав місце безпосередньо після архієпископа Херсонського і Словенського.
5 серпня 1780 року митрополит разом з духівництвом і поселенцями в кількості трьох тисяч чоловік прибули до визначеному їм місцю, де згодом було засноване місто Маріуполь.
1786 року — після смерті митрополита Ігнатія, Готфська і Каффайська митрополія припинила своє існування, а її парафії були передані у підпорядкування Екатеринославської єпархії РПЦ.
Остаточно Готсько-Кафська митрополія була ліквідована російським урядом 1788 року.